# عصفور إسباني
العصفور اللاتيني أو العصفور الإسباني، يسمى خطأً بالدوري الإسباني (الاسم العلمي: Passer hispaniolensis) (بالإنجليزية: Spanish Sparrow)‏، هو نوع الطيور يتبع جنس العصفور من فصيلة عصافير العالم القديم .